# فاندر بلو
فاندر بلو (بالإنجليزية: Vander Blue) مواليد 22 يوليو 1992 في ميلواكي، هو لاعب كرة سلة محترف أمريكي بدأ مسيرته الاحترافية في سنة 2013 يلعب في دوري الرابطة الوطنية لفئة التطوير ويحمل الرقم 0. يبلغ طوله 6 قدم 4 بوصة (1.9 م).

## إحصائيات المسيرة

### الموسم الاعتيادي
| السنة   | الفريق           | لعب | بدأ | دقيقة | ميداني% | ثلاثية | حرة  | ارتداد | صنع | استلاب | تصدي | نقطة |
| ------- | ---------------- | --- | --- | ----- | ------- | ------ | ---- | ------ | --- | ------ | ---- | ---- |
| 2013–14 | بوسطن سيلتكس     | 3   | 0   | 5.0   | .500    | .000   | .200 | 1.0    | .3  | .0     | .0   | 1.7  |
| 2014–15 | لوس أنجلوس ليكرز | 2   | 1   | 37.0  | .300    | .200   | .400 | 4.5    | 4.0 | 1.5    | .0   | 11.0 |
| المسيرة |                  | 5   | 1   | 17.8  | .324    | .182   | .300 | 2.4    | 1.8 | .6     | .0   | 5.4  |

## روابط خارجية
- فاندر بلو على موقع الاتحاد الدولي لكرة السلة (الإنجليزية)
- فاندر بلو على موقع إن بي أي (الإنجليزية)
- فاندر بلو على موقع سبورتس رفرنس (الإنجليزية)
- فاندر بلو على موقع كرة السلة الأوروبية.كوم (الإنجليزية)
- فاندر بلو على موقع كلية كرة السلة في سبورتس رفرنس.كوم (الإنجليزية)
- فاندر بلو على موقع ريلجم (الإنجليزية)
- فاندر بلو على موقع بروبوليرز (الإنجليزية)
- فاندر بلو على موقع سبورتس رفرنس (الإنجليزية)
- فاندر بلو على موقع سبورتس رفرنس (الإنجليزية)